# Scutellaria discolor
Scutellaria discolor là một loài thực vật có hoa trong họ Hoa môi. Loài này được Colebr. miêu tả khoa học đầu tiên năm 1830.

## Hình ảnh

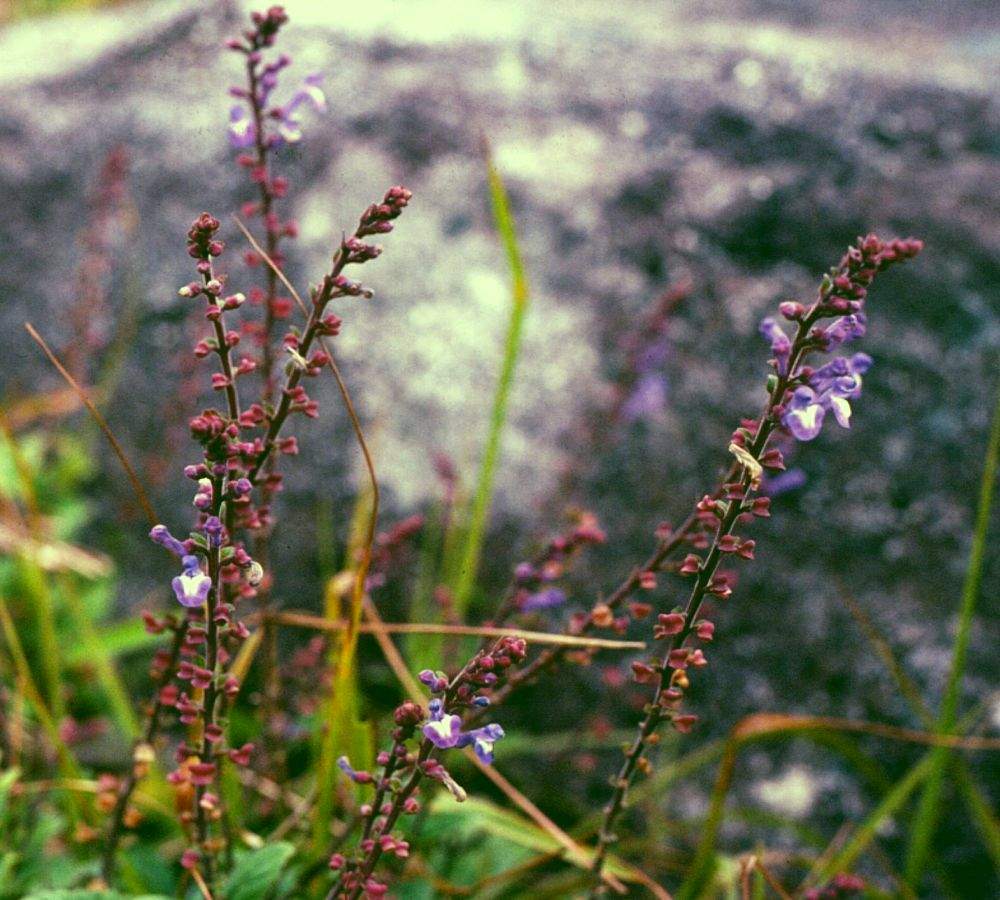